# ایستگاه سیبو-شینجوکو
ایستگاه سیبو-شینجوکو (به ژاپنی: Seibu-Shinjuku Station) یک ایستگاه قطار واقع در شینجوکو-کو، توکیو در ژاپن است که توسط  خط سیبو شینجوکو اداره می‌شود.